# Marcia Mitzman Gaven
Marcia Mitzman Gaven (New York, 28 februari 1959) is een Amerikaanse actrice.

## Biografie
Gaven begon in 1988 met acteren in het theater, zij speelde op Broadway de rol van Svetlana in de musical Chess. In 1993 werd zij genomineerd voor een Tony Award in de categorie Beste Actrice in een Musical voor haar rol als Mrs. Walker in de musical The Who's Tommy.
Gaven begon in 1990 met acteren voor televisie in de televisiefilm The Bonfire of the Vanities. Hierna heeft ze nog meerdere rollen gespeeld in films en televisieseries zoals Get Smart (1995), Moonlight Mile (2002), The Simpsons (1999-2002) en The Bold and the Beautiful (2004). Ook heeft zij haar stem verleend aan videogames. 
Gaven is in 1996 getrouwd en heeft uit dit huwelijk twee kinderen. 

## Filmografie

### Films
- 2020 Alone - als giller
- 2002 Moonlight Mile – als modevrouw
- 1998 Small Soldiers – als omroepster bij Globotech (stem)
- 1990 The Bonfire of the Vanities – als slavin

### Televisieseries
Uitgezonderd eenmalige gastrollen.
- 2004 The Bold and the Beautiful – als zuster Madeleine – 3 afl.
- 1999 – 2002 The Simpsons – als diverse stemmen – 10 afl. (animatieserie)
- 1995 Get Smart – als voorzitster van Kaos – 4 afl.
- 1994 Red Planet – als dr. Jane Marlowe (stem) – 3 afl.

### Computerspellen
- 2006 Splinter Cell: Double Agent – als toegevoegde stem
- 1993 Leisure Suit Larry 6: Shape Up or Slip Out! – als Burgundy Bodine (stem)

## Werk opBroadway
- 1993-1995 The Who's Tommy - als mrs. Walker
- 1989 Welcome to the Club - als Carol Bates
- 1988 Chess - als Svetlana
- 1984 Oliver! - als Londenaar / Nancy (understudy)
- 1983-1984 Zorba - als de Weduwe (understudy)
- 1972-1980 Grease - als Betty Rizzo (understudy)

- International Standard Name Identifier: 0000 0003 6617 1710
- Library of Congress Control Number: no2012012671
- Virtual International Authority File: 230389178
- WorldCat: E39PBJkMJWJC9Pwq6JJbpvMMfq